# Frankfurter Verein für Luftfahrt

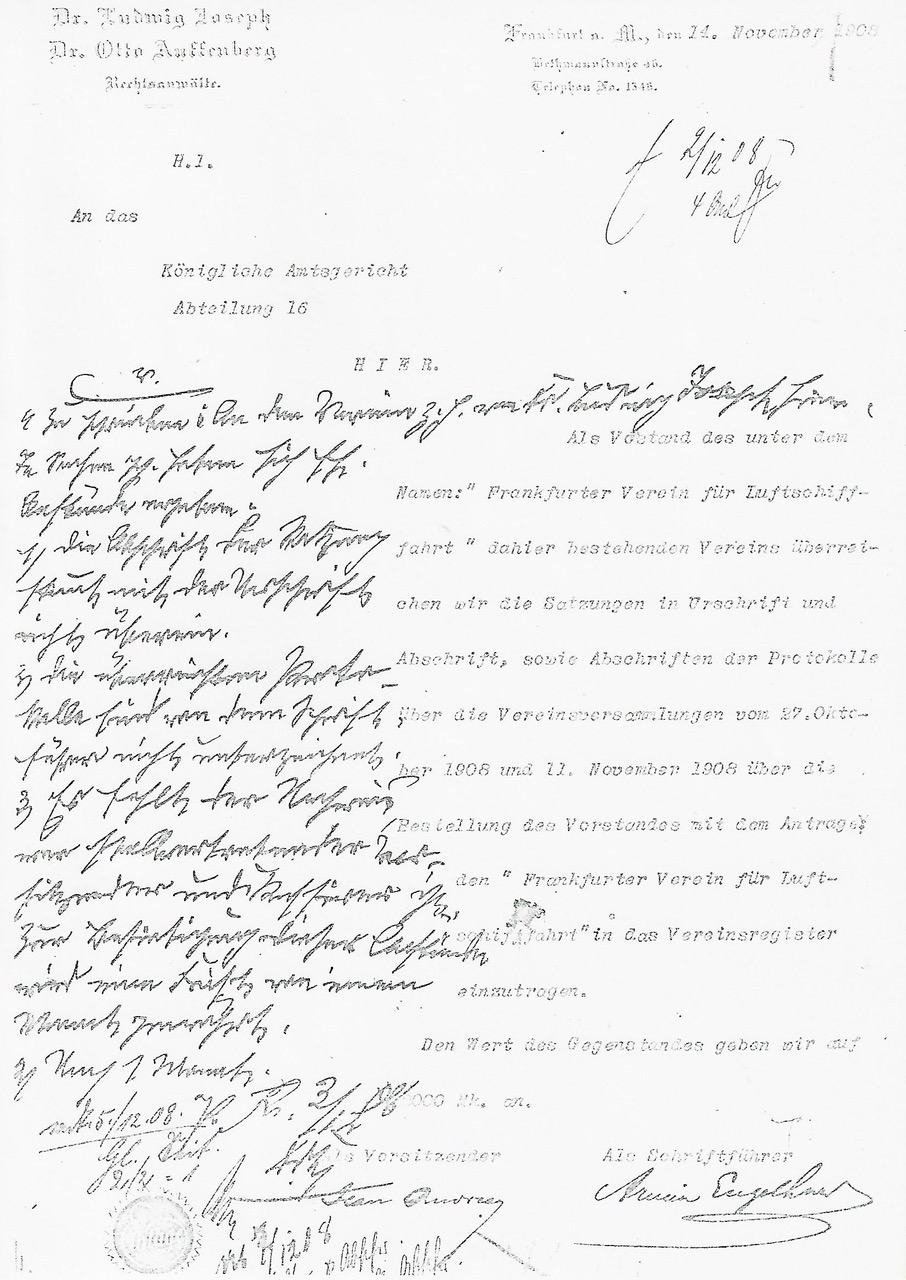
Gründungsurkunde des Frankfurter Vereins für Luftfahrt von 1908

Der Frankfurter Verein für Luftfahrt e. V. (kurz: FVL; vollständiger Name: Frankfurter Verein für Luftfahrt von 1908) ist ein gemeinnütziger Verein mit Sitz in Egelsbach, der auf die Luftfahrtausbildung ausgerichtet ist. Er hat rund 500 Mitglieder.
Der Verein war bis 2016 beim Amtsgericht Frankfurt am Main unter VR 4032 des Registergerichts eingetragen, 2016 wurde der rechtliche Sitz auf Wunsch des Luftfahrtbundesamtes in das Vereinsregister Offenbach verlegt und unter der VR 5725 eingetragen.

## Betätigungsfeld

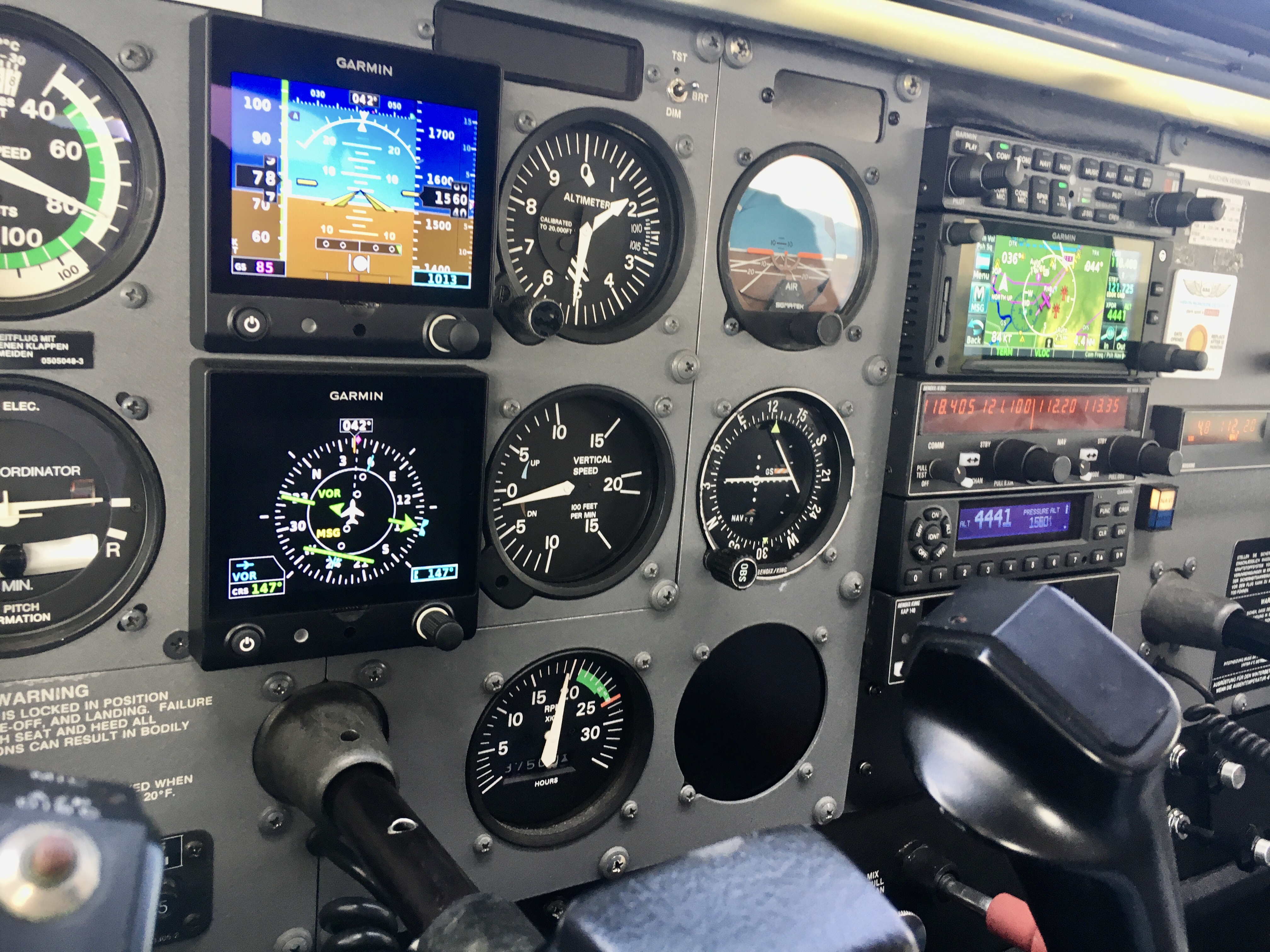
Cockpit einer Cessna 172 des Vereins

Der Verein unterhält zwei Standorte:
- Die Motorfluggruppe am Flugplatz Frankfurt-Egelsbach
- Die Modellfluggruppe in Diedenbergen

Eine Segelflug-Ausbildungsstätte am Flugplatz Gelnhausen wurde in den 1970er Jahren aufgegeben, ebenso wie eine Fallschirmsprunggruppe, welche von 1928 bis 1933 auf Flugtagen auftrat.
Der Verein gibt Kurse für den Erwerb der Privatpilotenlizenz, für das Sprechfunkzeugnis, Nachtflug- und Alpeneinweisungen, sowie Pinch-Hitter-Lehrgänge. Seit 2016 führt dieser verstärkt auch Flugsicherheits-Trainings, für Piloten die bereits eine Lizenz haben, durch und veranstaltet Fliegercamps.
Im Jahr 1958 initiierte der Verein erstmals den Freundschaftsflug „Rund um Egelsbach“, bei dem seitdem jährlich viele Piloten aus Flugschulen und Vereinen ihr fliegerisches Wissen unter Beweis stellen. Der FVL ist als Verein Mitglied der Aircraft Owners and Pilots Association, sowie im Deutschen Aero Club.
Der Verein finanziert sich aus Mitgliedsbeiträgen und privaten Spenden. Er ist als gemeinnützig anerkannt, da er den Luftsport und das Mitgliederfliegen fördert.
Zur FVL-Flotte gehören mehrere Flugzeuge, von einfachen Ausbildungsflugzeugen wie der Cessna 150 oder Diamond DA20, bis hin zu nach Instrumentenflugregeln zugelassenen Flugzeugen wie der Piper PA-28. Des Weiteren hat der Verein eine umfangreiche Modellflugzeug-Flotte.
Mit Stand April 2020 besteht die Flotte des Vereins folgenden Flugzeugen:
| Flugzeugtyp  | Luftfahrzeugkennzeichen | Zulassung | Ausrüstung                                          | Transponder                                     |
| ------------ | ----------------------- | --------- | --------------------------------------------------- | ----------------------------------------------- |
| Diamond DA20 | D-EXDA                  | CVFR      | Garmin GNS430                                       | Standard Mark XII (Mode S)                      |
| Cessna 150   | D-EEVZ                  | CVFR      | Garmin Aera 796,2x Garmin G5                        | Standard Mark XII (Mode S)                      |
| Cessna 172   | D-EAWU                  | CVFR      | Garmin GTN650Xi, 2x Garmin G5, BendixKing Autopilot | Automatic Dependent Surveillance (ADS-B IN&OUT) |
| Cessna 172   | D-EENR                  | CVFR      | Garmin GNS430                                       | Standard Mark XII (Mode S)                      |
| Cessna 172   | D-EDRP                  | CVFR      | Garmin GTN650Xi, 2x Garmin G5                       | Automatic Dependent Surveillance (ADS-B IN&OUT) |
| Piper PA-28  | D-EFVC                  | CVFR      | Garmin 430W                                         | Standard Mark XII (Mode S)                      |
| Piper PA-28  | D-ERWA                  | IFR       | Garmin GTN650Xi, Garmin G5 + Autopilot GFC500       | Automatic Dependent Surveillance (ADS-B IN&OUT) |
| Piper PA-28  | D-ELZC                  | IFR       | Garmin 430W + STec Autopilot                        | Automatic Dependent Surveillance (ADS-B OUT)    |

## Geschichte

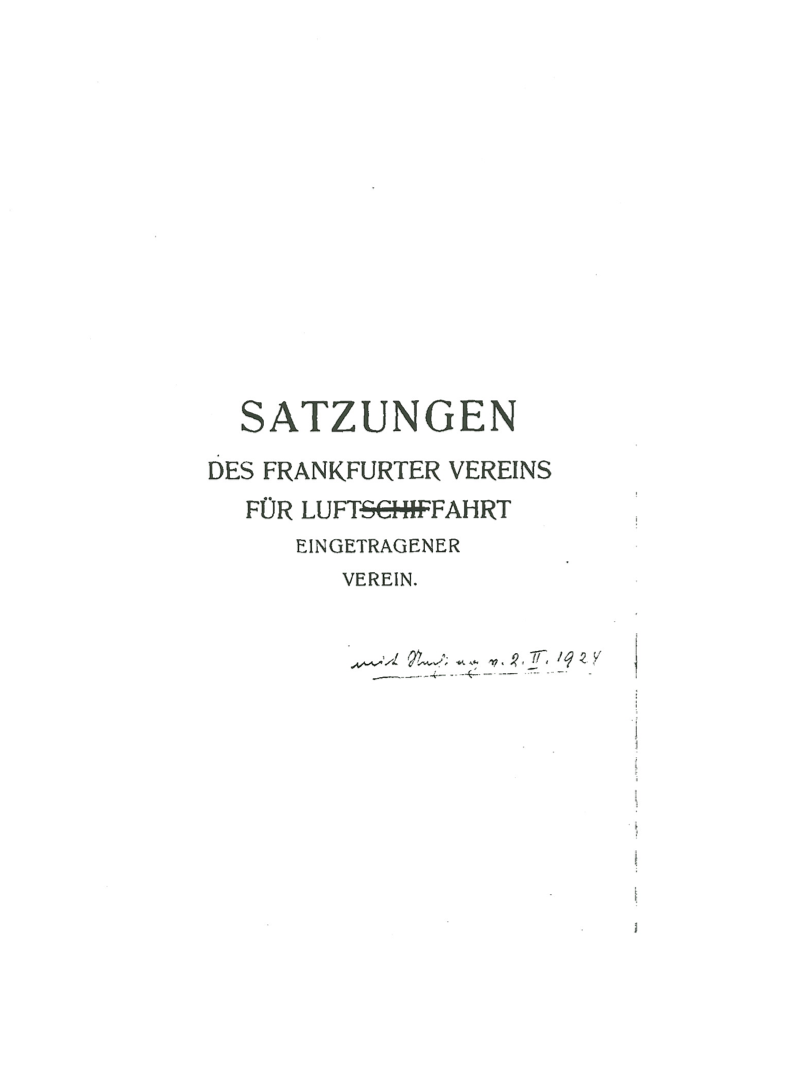
Originale Satzung des Frankfurter Vereins für Luftfahrt

### Vorläufer
Im Jahr 1824 wurde in Frankfurt am Main von Wissenschaftlern und Förderern der Physikalische Verein gegründet, welcher sich unter anderem bis heute in einer meteorologischen Abteilung der Erforschung von Wettererscheinungen widmet. 1906 nahm der Verein die Aeronautik in sein wissenschaftliches Programm auf, um insbesondere die oberen Luftschichten systematisch zu erforschen. Der erste Ballonaufstieg fand am 30. Dezember 1906 unter Führung von Alfred Wegener mit dem Ballon „Coblenz“ des Mittelrheinischen Vereins statt. Im gleichen Jahr erwarb der Physikalische Verein durch eine Stiftung des Kommerzienrates Heinrich Kleyer seinen ersten eigenen Ballon. Dieser wurde nach Julius Ziegler benannt, welcher zahlreiche Aufstiege in den Anfangsjahren absolvierte.

### Gründung
Auf Bestreben des Vereinsmitgliedes Franz Linke sollten die aeronautischen Tätigkeiten in einen separaten Verein ausgelagert werden. Die Mitglieder des Meteorologischen Komitees des Physikalischen Vereins und auch Frankfurts Oberbürgermeister Franz Adickes konnten für diese Idee gewonnen werden und bemühten sich um die Organisation und Finanzierung.
Die offizielle Gründung des Frankfurter Vereins für Luftschiffahrt erfolgte am 22. August 1908 und die erste ordentliche Hauptversammlung am 27. Oktober 1908. Der Jahresbeitrag wurde auf 25 Mark festgesetzt. Am 14. November 1908 wurde der Verein in das Vereinsregister des Königlichen Amtsgerichts eingetragen.
Die „Illustrierten Aeronautischen Mitteilungen“ aus dem Jahre 1908 schrieben anlässlich der Gründung: „Allmählich machte sich aber doch die Tatsache geltend, dass rein sportliche Betätigung nicht in den Rahmen des Physikalischen Vereins passt, und schon seit Anfang dieses Jahres wurde beabsichtigt, einen Verein für Luftschiffahrt ins Leben zu rufen.“
Der Verein beantragte seine Aufnahme in den Deutschen Luftschifferverband, während der Physikalische Verein aus demselben ausschied. Letzterer wollte jedoch weiterhin an den internationalen Terminen wissenschaftliche Fahrten veranstalten. Daher wurde ihm vom Frankfurter Verein für Luftschiffahrt ein Ballon zur Forschung zur Verfügung gestellt.

### Ballonfahrten und Vorlesungen beim Physikalischen Verein
Der Ballon „Ziegler“ ging in den Besitz des neuen Vereins über, der außerdem einen zweiten, kleineren Ballon beschaffen wollte. Mit dem Entgegenkommen der Chemischen Fabrik Griesheim-Elektron bot sich eine günstige Gelegenheit für Wasserstofffüllungen, da die Fabrik einen Wasserstoffgasometer von 1.500 Kubikmeter Inhalt aufstellen wollte. Zudem konnte in Griesheim auch Leuchtgas hergestellt werden, welches sich ebenso zur Ballonfahrt eignete.
Ferner hielt der Dozent Linke des Physikalischen Vereins im Wintersemester 1908/1909 ein Kolloquium über die Theorie der Ballonführung ab.
Am 4. März 1909 beschlossen Carl Oskar Ursinus und Georg von Tschudi, im Salzhaus in Frankfurt am Main, den „Frankfurter Flugtechnischen Verein“ ins Leben zu rufen, dessen Gründungsversammlung am 27. Mai 1909 stattfand.
Am 10. Dezember 1912 hatte der Frankfurter Verein für Luftschiffahrt in seiner Hauptversammlung zugestimmt, mit dem Frankfurter Flugtechnischen Verein zu fusionieren und alle Mitglieder in diesen aufzunehmen. Gleichzeitig änderte er seinen Namen in „Frankfurter Verein für Luftfahrt“. Dem Vorstand gehörten durchweg Männer von hohem wissenschaftlichem oder geschäftlichem Ruf an. Der Verein und seine Mitglieder betrieben den übernommenen Ballonsport weiter, aber auch zunehmend den neuen Motorflug.

### Internationale Luftschifffahrt-Ausstellung Frankfurt 1909

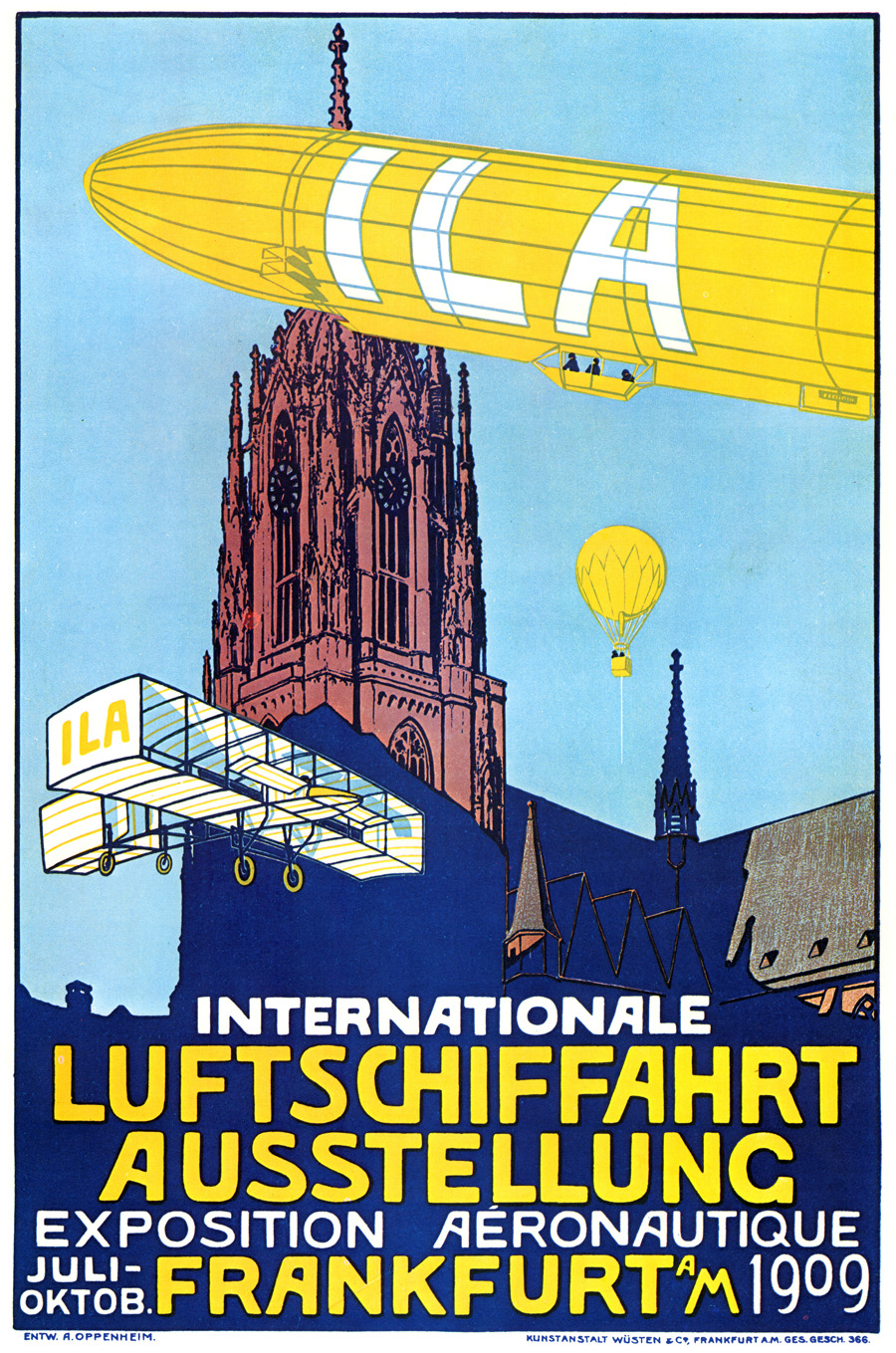
Plakat der ILA in Frankfurt aus dem Jahre 1909

Von den für die Luftfahrt begeisterten und einflussreichen Vorstandsmitgliedern des neu gegründeten Vereins wirksam unterstützt, griff Oberbürgermeister Adickes Ende 1908 den Plan auf, in Frankfurt die erste Internationale Luftschiffahrts-Ausstellung, allgemein ILA genannt, zu veranstalten. Unter starker Beteiligung der Bürgerschaft von Frankfurt, von bedeutenden Männern der Luftfahrt und Wissenschaft und ausländischen Gästen fand die Eröffnungsfeier der ILA am 10. Juli 1909 statt.
Das Festprogramm beinhaltete auf dem Ausstellungsgelände eine „Fliegerwoche“, den ersten internationalen Flugwettbewerb in Deutschland. In den ILA-Tagen in Frankfurt erfolgte zudem auf Bestreben von Vereinsmitgliedern die Gründung der ersten deutschen Luftschifffahrtsgesellschaft, die DELAG.

### Flugplatz Frankfurt-Rebstock
Im Jahr 1911 wurde vom Frankfurter Verein für Luftfahrt der Flugplatz Frankfurt-Rebstock erworben. Der FVL wurde so zum Betreiber des ersten Frankfurter Flughafens, auch wenn Anfangs nur Ballone und Luftschiffe hier landeten.
An der Stelle, an der heute die Polizeihubschrauber der Hessischen Polizei stehen, wurde eine Halle für Segelflugzeuge errichtet.
Am 9. September 1928 veranstaltete der Frankfurter Verein für Luftfahrt auf dem Flughafen Frankfurt-Rebstock einen Groß-Flugtag. Höhepunkt des Flugtages war ein Kunstflugwettkampf mit einem Preisgeld von 6000,- Reichsmark zwischen Ernst Udet und Gerhard Fieseler. Beide gehörten in der damaligen Zeit zu den besten Kunstfliegern der Welt. Unter der Leitung von Gerhard Felmy (Flugleiter der Lufthansa), Robert Schonger (Deutsche Verkehrsfliegerschule) und Robert Ritter von Greim mussten beide Kandidaten jeweils zwei Pflichtflüge auf der eigenen, sowie auf der Maschine des Gegners und einen Kurflug absolvieren. Die Pflichtflüge bestanden aus: 3 × Looping, 3 × Rolle Links, Rückenflug von mind. 15 Sek., 2 × Turn links, 2 × Turn Rechts, 2 × Slip links, 2 × Slip rechts und einer Ziellandung mit stehendem Propeller. Bei den Kurflügen führten die Teilnehmer eine von ihnen selbst gewählte Folge von Flugfiguren auf der eigenen Maschine aus. Diese musste vorher beim Schiedsgericht eingereicht werden. Den Teilnehmern standen zwölf Minuten zur Verfügung, bewertet wurden die Exaktheit und Formschönheit von ineinander übergreifender Kunstflugfiguren. Neben dem Kunstflug wurde auch ein Ballonrammen durchgeführt, hierbei wurden Ballone zeitgleich mit dem Start des Piloten vom Boden steigen gelassen, die schnellste Zerstörung des fliegenden Ballons in der Luft führte zum Sieg. Zudem wurden Fallschirmabsprünge mit Ziellandungen durch Hanna Reitsch, Schumacher, Wintermeyer und Erkrath durchgeführt.
Am 30. September 1929 führte Fritz von Opel auf dem Flugplatz Rebstock den ersten selbständigen Raketenflug der Welt vor. Initiiert und organisiert durch den Frankfurter Verein für Luftfahrt landete im gleichen Jahr das deutsche Riesenflugboot Do X auf dem Main westlich von Frankfurt.

### Zeit nach dem Ersten Weltkrieg
Während des Ersten Weltkrieges ruhte die Tätigkeit des Frankfurter Verein für Luftfahrt völlig.
In der Versammlung vom 26. November 1919 wurde Karl Kotzenberg Vorsitzender des Vereins. Über den Kreis der gesetzlichen Mitglieder hinaus gehörten dem Vorstand weiterhin an: der Meteorologe Franz Linke, Carl Oskar Ursinus, der Seniorchef der Adler-Werke Heinrich Kleyer und August Ladenburg.
Der Frankfurter Oberbürgermeister Ludwig Landmann und sein Magistrats-Oberbaurat Hermann Uhlfelder wurden Mitglieder des Vereins und unterstützen dessen Bemühungen um die Wiederherstellung des Flugplatzes Frankfurt-Rebstock. Finanzielle Hilfen kamen von Frankfurter Banken und Industriellen, an ihrer Spitze Bankier Max E. Ladenburg mit seiner Bank, dem Bankhaus Ladenburg, welcher ebenfalls Mitglied des Frankfurter Verein für Luftfahrt war.
Aufschwung nahm auch die Ballonfahrerabteilung des Vereins, die bald die stärkste in Deutschland war und sportliche Erfolge erzielte. Bedeutende Männer der Luftfahrtgeschichte, der Luftfahrtindustrie und des Luftverkehrs, Fallschirmspringer sowie Meister des Segelflugsportes waren Mitglieder des Vereins.

### Nationalsozialismus
Um der nationalsozialistischen Gleichschaltung zuvorzukommen, beschlossen die Mitglieder des FVL am 27. Juni 1933 die Auflösung des Vereins. Das Vereinsvermögen ging auf die staatliche Nachfolgeorganisation Flugsportverein Hessen-Nassau über. Alle Unterlagen über das Vermögen des Vereins wurden vernichtet.

### Nach dem Zweiten Weltkrieg

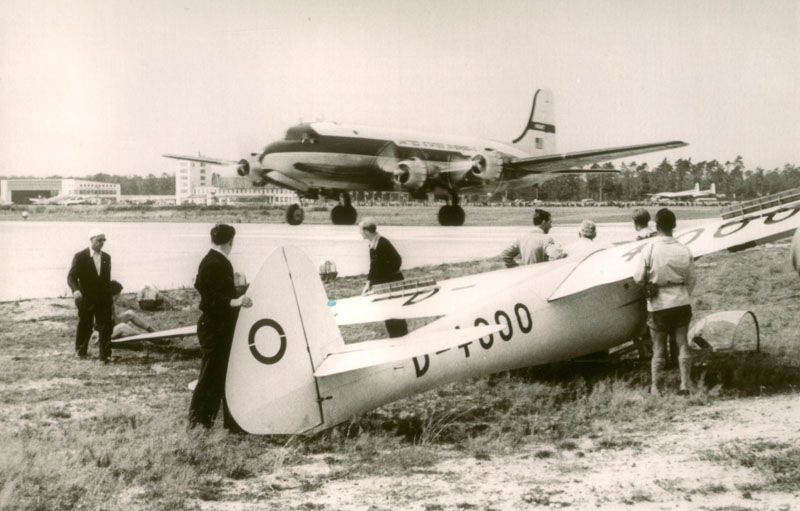
PanAm Segelflugtag auf dem Flughafen Frankfurt

Um die Tradition der Luftfahrt in Frankfurt weiterzupflegen und den Geist der Sportgemeinschaft wach zu halten, wurden am 19. April 1950 der Cumulus-Klub für Technik, Sport und Wetterkunde gebildet. Sein erster Vorsitzender war Wachter. Darüber hinaus war die Wiedergründung des Deutsche Aero-Club in Frankfurt am 4. August 1950 unter der Präsidentschaft von Wolf Hirth ein weiterer bedeutsamer Motor des gesamten deutschen Luftsports.
Als am 1. August 1951 die Ballonfahrt und der Segelflug von den Behörden der Alliierten wieder freigegeben wurde, wurde der Cumulus-Klub unter seinem Vorsitzenden Richard Held in den Frankfurter Verein für Luftfahrt umbenannt und nahm so seinen ursprünglichen Namen von 1912 wieder an.
Am Sonntag, dem 19. August 1951, erlebte Frankfurt den ersten Rhein-Main-Segelflug, der in Verbindung mit dem Frankfurter Verein für Luftfahrt und anderen Vereinen unter der Schirmherrschaft des Pan American World Airways stand. Am 22. Juni 1952 fand ein durch den Verein organisierter Internationaler Großflugtag auf dem Rhein-Main-Flughafen statt. Er trug dazu bei, dass der Frankfurter Verein für Luftfahrt viele neue Mitglieder gewinnen konnte.

### Motorflug

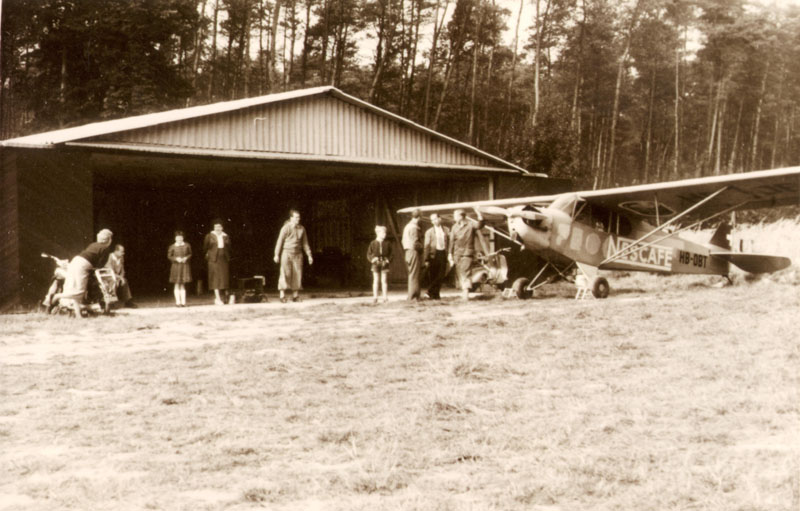
Mitglieder des Vereins mit der Piper HB-OBT

Am 6. Mai 1955 wurde auch der Motorflugsport wieder erlaubt.
Am 23. Juni 1955 kaufte der Frankfurter Verein für Luftfahrt von einem Schweizer Anbieter aus Mitgliederspenden und Beiträgen für 8.000 DM eine Piper Cub L 4 J (Kennzeichen: HB-OBT) und nahm in Egelsbach, wohin der Verein nach Beschlagnahme des Flughafens Rebstock infolge des Zweiten Weltkrieges durch die Amerikanischen Besatzungstruppen seinen Flugbetrieb verlegt hatte, den Motorflug wieder auf.
Einige Zeit später kam ein Focke-Wulf FW 44 »Stieglitz« hinzu, mit dem zwei Mitglieder des Frankfurter Vereins beim ersten Deutschlandflug, nach 18-jähriger Pause, im Jahre 1956 teilnahmen. Diese waren Flugkapitän Gerhard Mücke, Mitbegründer der Motorfluggruppe des FVL und späterer Flughafendirektor in Bremen, sowie Werner Ursinus, der einzige aus dem Krieg zurückgekehrte Sohn des Rhönvaters Ursinus. Er war von 1960 bis 1965 Vorsitzender des Frankfurter Vereins für Luftfahrt.
Rund drei Jahre später kam eine weitere Piper L 4 dazu, die »D-EFIL«, Typ Piper J 3 C, Werk-Nr. 12320. Am 13. September 1958 wechselte das Flugzeug den Besitzer von der Firma Auto-Hage in Frankfurt am Main – Rebstock in die Hände des FVL, vertreten durch Berth Weber. In den Jahren danach haben viele Maschinen dem Flugzeugpark des FVL angehört: Pipers, Cessnas, eine Moräne, sowie eine 2-motorige Piper Seneca und eine Piaggio 149 B. Die alte D-EFIL war das älteste Schulflugzeug auf dem Flugplatz Egelsbach, auch das billigste und in der Anfängerschule beliebteste. In den siebziger Jahren flogen zwei Vereinsmitglieder, Karl Bäcker (gen. Charly) und Dirk Schwabe, mit einer Cessna 172 ohne Modifikationen über den Atlantik in die USA und nach Afrika.

### Privatflugplatz Jossa
1972 starteten und landeten in Egelsbach mehr als 126.000 Flugzeuge. Aus Lärmschutzgründen wurde die Zahl der Ausbildungsflüge und auch nicht zuletzt aufgrund der Erhöhung der Landegebühren reduziert.
Der „Frankfurter Verein für Luftfahrt“ nahm diese Gelegenheit wahr und mietete in der Nähe des Privatflugplatzes Jossa bei Fulda, nicht weit von der Air Defense Identification Zone entfernt, einen Bauernhof. So konnten für 2 DM die Flugschüler und Vereinspiloten – ihre Platzrunden Kosten sparend drehen. Vereinskameraden hatten in den Stallungen des Bauernhofes eine Fliegerbar eingerichtet und die Fliegerfrauen hatten die Zimmer, das Bad und die Küche eingerichtet. An den Wochenenden kamen Fliegerfamilien des „Frankfurter Verein für Luftfahrt“ bei Mondschein um ein Lagerfeuer in Jossa zusammen.

### Vereinsflugschule
Schon vor der Wiederzulassung der Motorfliegerei in Deutschland wurde der Wunsch der Mitglieder immer dringlicher, in eigener Vereinsflugschule vorhandene fliegerische Fähigkeiten aufzufrischen und Berechtigungen zu erneuern oder gar von Grund auf Fliegen zu erlernen. Auch einige Segelflieger wollten den Motorflug kennenlernen.
Im Herbst 1955 erteilte die Regierung dem FVL die Erlaubnis zum Betrieb einer Motorflugschule für Vereinsmitglieder. Von nun an stieg die Zahl der auszubildenden und ausgebildeten Piloten des Vereins an. Waren anfangs noch die Scheinerneuerer, Piloten aus der Kriegs- und Vorkriegszeit, in der Überzahl (16 im Jahre 1956, 22 im Jahre 1957), kamen dann immer mehr fliegerische Neulinge hinzu. In den ersten dreieinhalb Jahren seit Wiederzulassung der Schulung, von 1955 bis 1958, erwarben beim FVL 69 Mitglieder den Privatpilotenschein, sechs die Kunstflugberechtigung und 27 die Schleppberechtigung für Segelflugzeuge.
Ehrenamtliche Fluglehrer – überwiegend Piloten aus dem Zweiten Weltkrieg – standen zur Verfügung und lehrten Theorie und Praxis.
Nachdem der Verein 1996 mit dem Egelsbacher Rhein-Main-Fliegerclub fusionierte, zählte er zu den größten Luftsportvereinen in Deutschland.
Der Frankfurter Verein für Luftfahrt hatte ab Ende der 1960er Jahre ziemlich kontinuierlich etwa 500 Mitglieder. Davon waren rund 100 der Mitglieder Modellflieger. In der Schulung erwarben durch ehrenamtliche Fluglehrer jährlich bis zu 40 Vereinsmitglieder den Pilotenschein. Auch fanden im Verein die Schulungen für Nachtflug, Alpeneinweisung in Innsbruck, das Sprechfunkzeugnis, die IFR-Lizenz und CPL II statt. Hier hat auch der bayrische Politiker Franz Josef Strauß seine IFR-Lizenz erworben.
Aus ideellem Interesse an der Luftfahrt und am FVL unterrichten zurzeit etwa 25 Fluglehrer und Beauftragte ehrenamtlich an der Fliegerschule. Dazu kommen ein hauptamtlicher Fluglehrer und eine Sekretärin.
Folgende Ausbildungen werden innerhalb des Vereins angeboten:
- europäische Privatpilotenlizenz PPL(A)
- Leichtluftfahrzeug-Pilotenlizenz LAPL(A)
- Nachtflugqualifikation
- Pinch Hitter Lehrgang[16]

Eine der letzten Großveranstaltungen auf dem Flugplatz Egelsbach war 2008 die durchgeführte „100-Jahrfeier“ des Vereins. Am 18. und 19. August 2018 fand die „110-Jahrfeier“ des FVL statt, bei der unter anderem zusammen mit den Hessen-Fliegern und dem Hanseatischer Fliegerclub Rundflüge durchgeführt wurden. Unter dem Motto „Fliegen zum Anfassen“ waren an den beiden Tagen Flugbegeisterte eingeladen. Neben dem Frankfurter Verein waren der Hanseatische Fliegerclub, die Hessen-Flieger, Heli Transair, die Flugschule Ochsenflug und die AOPA beteiligt.
Der Verein betreibt eine eigene Apple/Android-App zur internen Kommunikation zwischen den Mitgliedern.

## Rund um Egelsbach

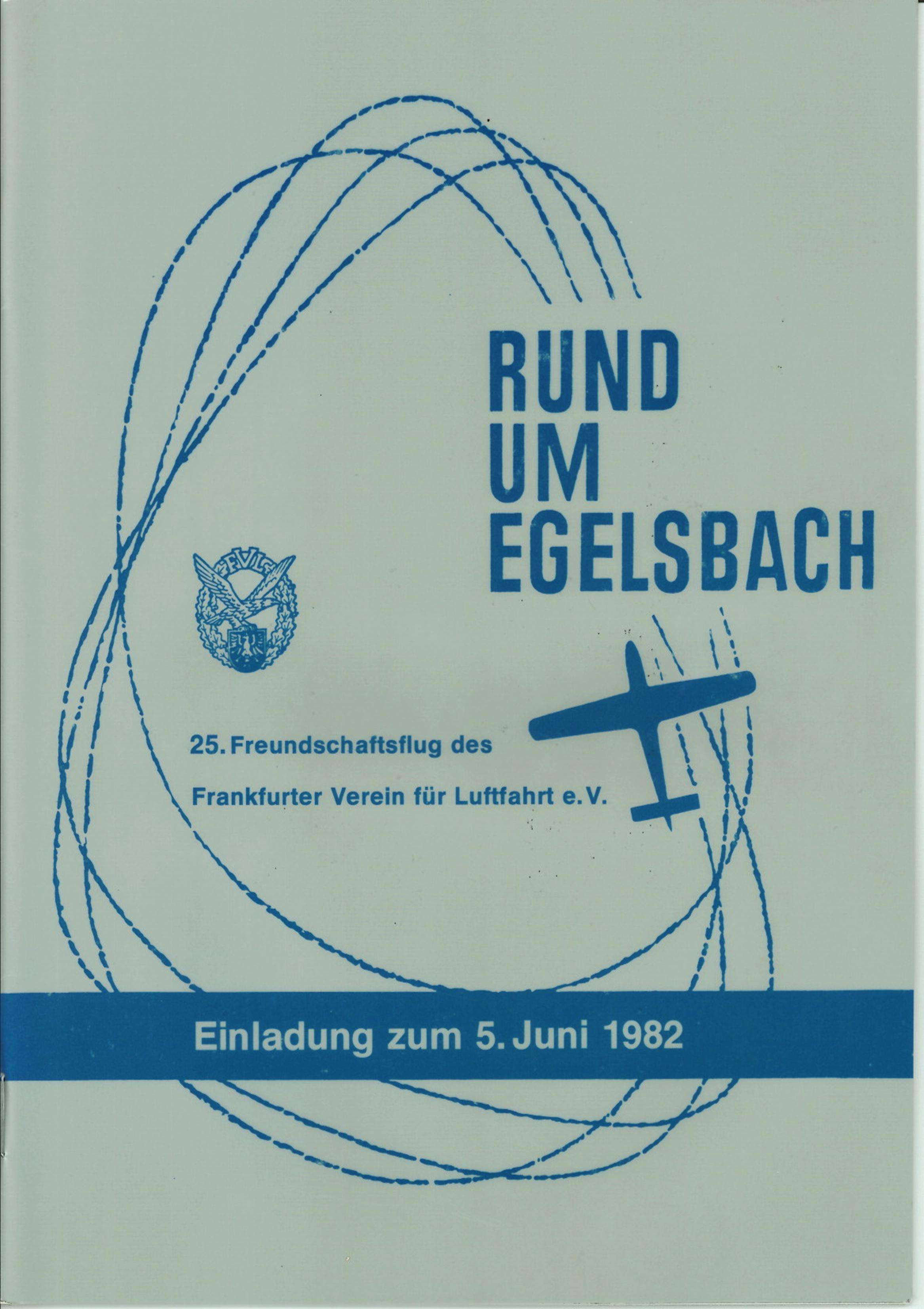
Ausschreibungsheft zum 25. Freundschaftsflug: Rund um Egelsbach

Von 1958 bis 2011 fand der traditionelle Rallye-Freundschaftsflug „Rund um Egelsbach“ statt. Gründer waren Max Dobilav und Fritz Kahl. Flugleiter war Berth Weber. Später übernahmen die verantwortungsvolle organisatorische Aufgabe Alfred Heim und Rüdiger Wandke. Von 1960 an stand der Rallye-Flug unter der Schirmherrschaft des Hessischen Ministers für Wirtschaft und Verkehr. 1965 übernahm dies der Oberbürgermeisters der Stadt Frankfurt am Main, sowie der Regierungspräsident von Rheinhessen-Pfalz.
Zweck des Fluges war die Aufnahme und Vertiefung der freundschaftlichen Verbindungen der benachbarten Vereine untereinander. Den Platzhaltern und den Vereinen sollte die Gelegenheit gegeben werden, in Durchführung von fliegerischen Veranstaltungen auf ihrem Platz praktische Erfahrungen zu sammeln und diesen Tag werbungsmäßig für sich und die Sportfliegerei zu nutzen. Allen Teilnehmern sollte der Flug dazu dienen sich nicht zuletzt auch gegenseitig bekannt zu werden, Erfahrungen auszutauschen und beim Fliegerabend gesellig mit den Vertretern der Behörden, Freunden und Förderer zusammen zu sein.
Piloten aus Deutschland und teilweise aus dem Ausland nahmen an diesem beliebten Wettbewerb teil. In den Spitzenjahren waren es über 50 Teilnehmer, die teilweise regelmäßig ihr fliegerisches Wissen unter Beweis stellten.
Disziplinen in der Rallye waren:
- Pünktlichkeitsstart
- Ziellandung in einem 30 × 30 m Feld
- Zeitanflug
- Navigations- und Suchbildaufgabe
- Bildflug

In den ersten 40 Jahren nahmen mehr als 15.000 Flugzeuge und Besatzungen an der Veranstaltung „Rund um Egelsbach“ teil und legten zusammen über 500.000 Kilometer Flugstrecke ohne nennenswerten Unfall zurück. Der Freundschaftsflug war in Egelsbach und auch an den zahlreichen Flugplätzen der Streckenführung immer ein „Highlight“. Diese Veranstaltung hat Freunde der Rallye-Fliegerei zusammengeführt, Freund- und Kameradschaften unter Sportfliegern vertieft und nicht zuletzt somit durch verantwortungsbewusstes und präzises Fliegen die Sicherheit im Flugsport erhöht. 2010 wurde die Rallye das erste Mal zusammen mit dem Flugsportclub Aschaffenburg-Großostheim e. V. (FSCA) ausgetragen.

## Öffentlichkeitsarbeit
Für den guten Zweck stellte der Frankfurter Verein für Luftfahrt zusammen mit anderen am Flugplatz Frankfurt-Egelsbach ansässigen Vereinen, Flugzeuge und Piloten am AKHD Flugtag zur Verfügung. Dadurch wurde ca. 30 Familien mit schwer erkrankten Kindern des Kinder- und Jugendhospizdienst Frankfurt/Rhein-Main (AKHD) ein Rundflug über Rhein-Main ermöglicht.
Jedes Jahr am Wochenende nach dem Nikolaustag veranstaltet der Verein am Flugplatz zusammen mit der Polizeifliegerstaffel Hessen ein Kindernikolausfest. Der Nikolaus fliegt mit seinem Engel mit dem Polizeihubschrauber zum Platz und verteilt anschließend Geschenke und Gebäck an Kinder aus der Umgebung des Flugplatzes.

### 110-jähriges Jubiläum
Am 18. und 19. August 2018, 110 Jahre nach seiner Gründung, veranstaltete der Verein in Kooperation mit dem Hessen-Flieger Verein für Luftfahrt 1924 Darmstadt in Egelsbach ein Flugplatzfest unter dem Motto „Fliegen zum Anfassen“.
Gemeinsam mit dem Physikalischen Verein wurde dies auch zum Anlass genommen, eine Vortragsreihe zum Thema in Frankfurt zu halten. Unter dem Namen „Der Traum vom Fliegen - Sterne, Wetter und BigData in der Luftfahrt“ setzt er die Anfänge des Vereins fort, als er die Frankfurter Bürger noch regelmäßig über das Wetter und neue Erfahrungen im Fliegen informierte.

## Bekannte Mitglieder
Zeitweise zählte der FVL über 1000 Mitglieder, darunter
- August Euler
- Alfred Wegener[25]
- Albrecht von Bethmann
- Bruno Poelke
- Carl Oskar Ursinus
- Ernst Udet
- Franz Linke (Gründungsmitglied, ehemaliger erster Vorsitzender)
- Fritz von Opel
- Ferdinand von Zeppelin[26]
- Franz Josef Strauß
- Gerhard Fieseler
- Hanna Reitsch
- Heinrich Kleyer
- Käthe Paulus
- Ludwig Landmann
- Leo Gans (ehemaliger erster Vorsitzender)[27]
- Max Pruss
- Michael Zacharias
- Richard Wachsmuth
- Werner Busch
- Willy Messerschmitt

## Modellflug-Gruppe
Die Modellfliegerei nach dem Krieg in Frankfurt am Main begann 1949 mit einer kleinen Gruppe Begeisterter. Sie fanden durch eine Anzeige zusammen, die in der Zeitschrift »Modellflugsport« stand. 1952 entstand hieraus die Modellfluggruppe, welche sich im Frankfurter Verein für Luftfahrt ansiedelte. Mitbegründer waren u. a. Werner Busch und Alfred Fisch.
Trotz Fehlen eines eigenen Geländes waren die Mitglieder der Modellfluggruppe von Anfang an außergewöhnlich aktiv. Auf Wettbewerben auf Landes- und Bundesebene gewannen die Modellflieger viele Preise. 1953 ward erstmals ein Mannschaftssieg im internationalen Wettbewerb in Madrid/Spanien gewonnen.
1956 ward die Fachgruppe für ferngelenkte Flugmodelle gegründet. Auch von ihr wurden uPreise nationaler und internationaler Wettbewerbe mit nach Hause gebracht. Krönung der Arbeit war 1958 ein erster Platz bei den Weltmeisterschaften für Fesselflugmodelle in Brüssel durch Dieter Kruck.
Der FVL erwarb 1960 in der Gemarkung Diedenbergen ein Gelände von 10.000 Quadratmetern für die Modellflieger. 1961 entstand dort eine Startbahn von 12 × 50 Metern aus Kalkzement. Dieses Material war nicht wintertauglich und somit für den Zweck ungeeignet. Im Jahr 1965 wurde deshalb in Diedenbergen eine neue Asphaltbahn in einer Größe von 25 × 75 Metern eingerichtet. Dazu wurde ein benötigtes Gebäude hinzu gepachtet. 1969 wurde die Zufahrt von Weilbach zum Modellfluggelände asphaltiert. Das Regierungspräsidium Darmstadt erteilte 1970 der Modellfluggruppe des Vereins die offizielle Genehmigung für die Luftraum-Nutzung des Modellfluggelände in Weilbach.
Die Bedeutung der Modellfluggruppe im Frankfurter Verein für Luftfahrt wuchs ständig aufgrund ihrer sportlichen Leistungen. Die Gruppe stellte ab 1970 in ununterbrochener Folge die Teilnehmer der Nationalmannschaft. 7 Vereinsmitglieder wurden Weltmeister. Ständig gehörten Modellflieger zu den besten Kunstfliegern und vertraten den Verein bei internationalen Wettbewerben.
Bei nationalen und internationalen Begegnungen in Jugoslawien, Ungarn, der CSSR, Frankreich, Schweden, England und in den USA konnten die Modellflieger Erfolge verbuchen.